# Guibemantis pulcher
Espèce
Synonymes
- Rhacophorus pulcher Boulenger, 1882
- Mantidactylus pulcher (Boulenger, 1882)

Statut de conservation UICN

 LC  : Préoccupation mineure
Guibemantis pulcher est une espèce d'amphibiens de la famille des Mantellidae.

## Répartition

Aire de répartition de Guibemantis pulcher.

Cette espèce est endémique de Madagascar. Elle se rencontre du niveau de la mer jusqu'à 1 400 m d'altitude du mont Marojejy jusqu'au parc national d'Andohahela,.

## Description

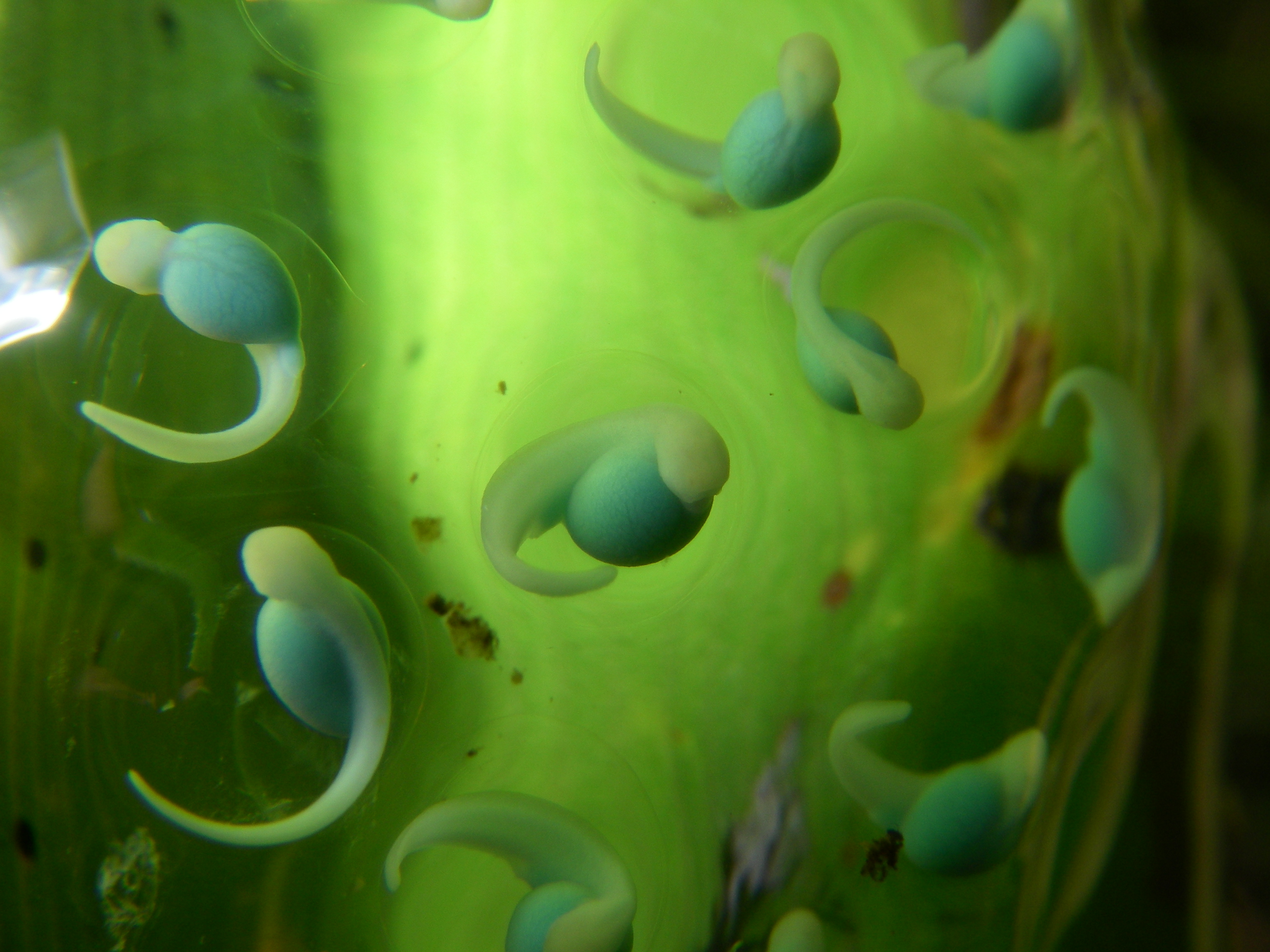
Embryons de Guibemantis pulcher sur une plante du genre Pandanus.

Guibemantis pulcher mesure environ 25 mm pour les mâles et de 22 à 28 mm pour les femelles. Son dos est vert avec des taches et des bandes longitudinales violettes. Son ventre est uniformément clair. La peau de son dos est lisse. Les mâles ont de glandes fémorales d'un diamètre de six millimètres sur deux d'épaisseur.

## Publication originale
- Boulenger, 1882 : Catalogue of the Batrachia Salientia s. Ecaudata in the collection of the British Museum, ed. 2, p. 1-503 (texte intégral).

## Galerie

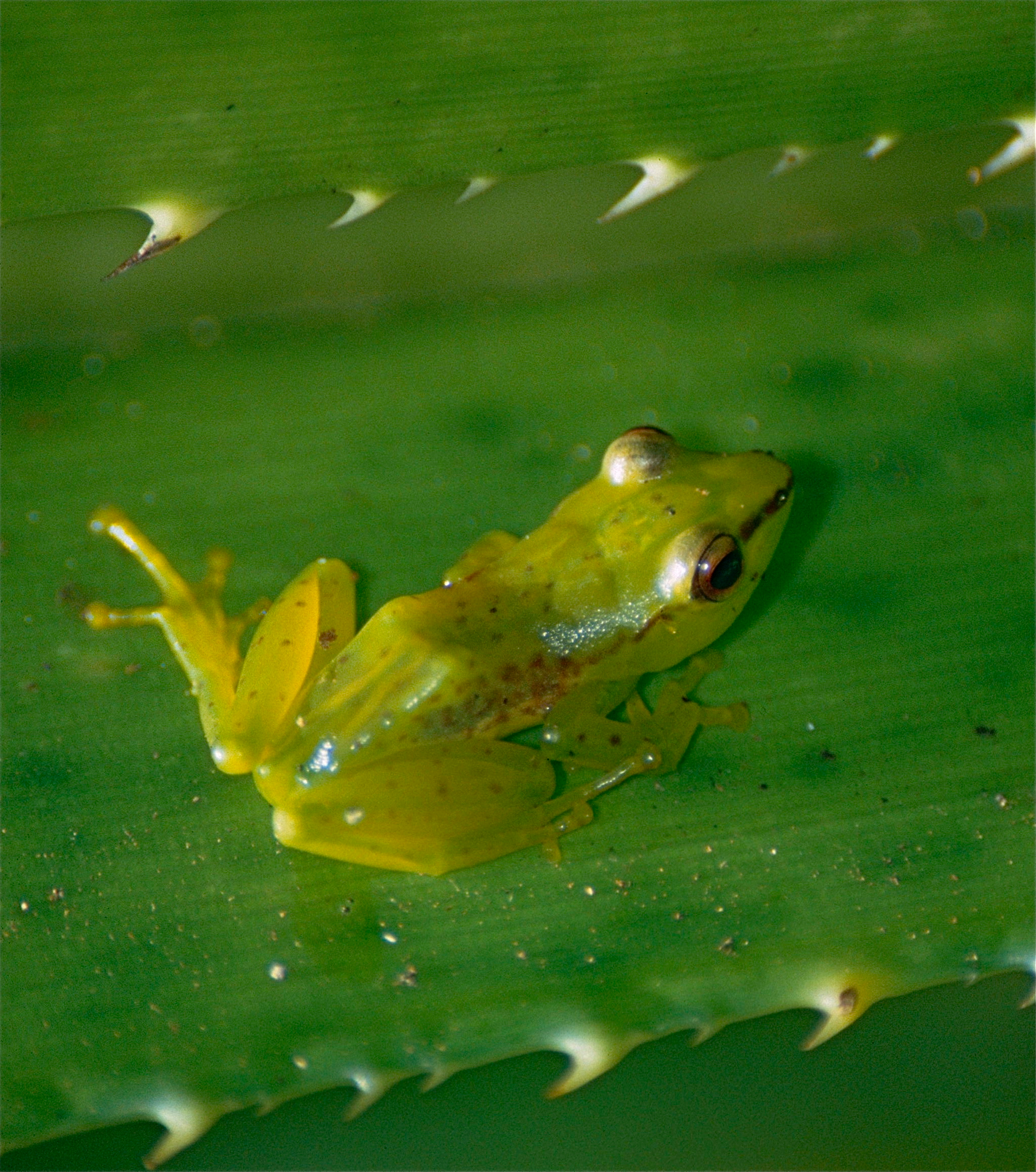
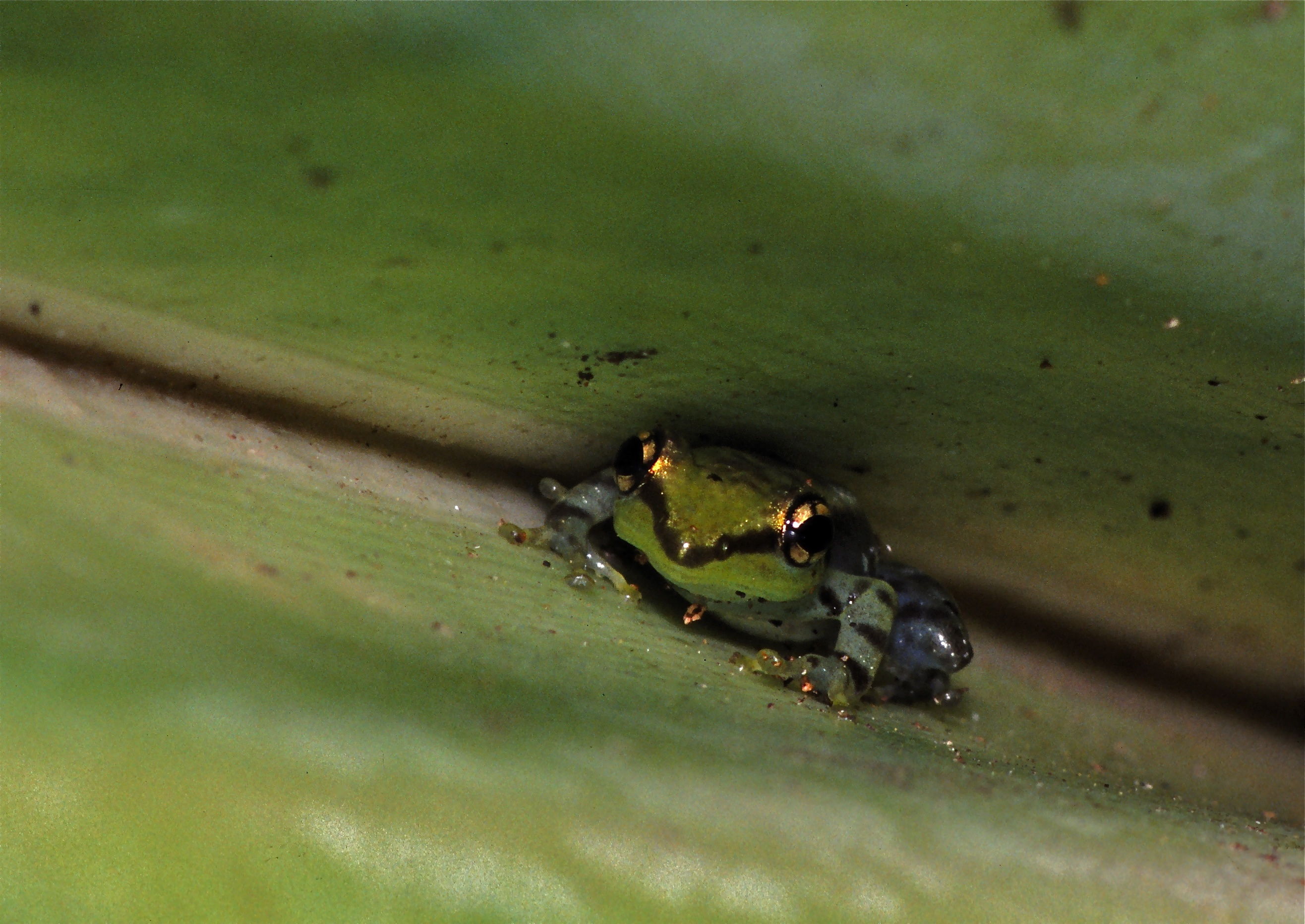
Parc national d'Andasibe-Mantadia, Madagascar
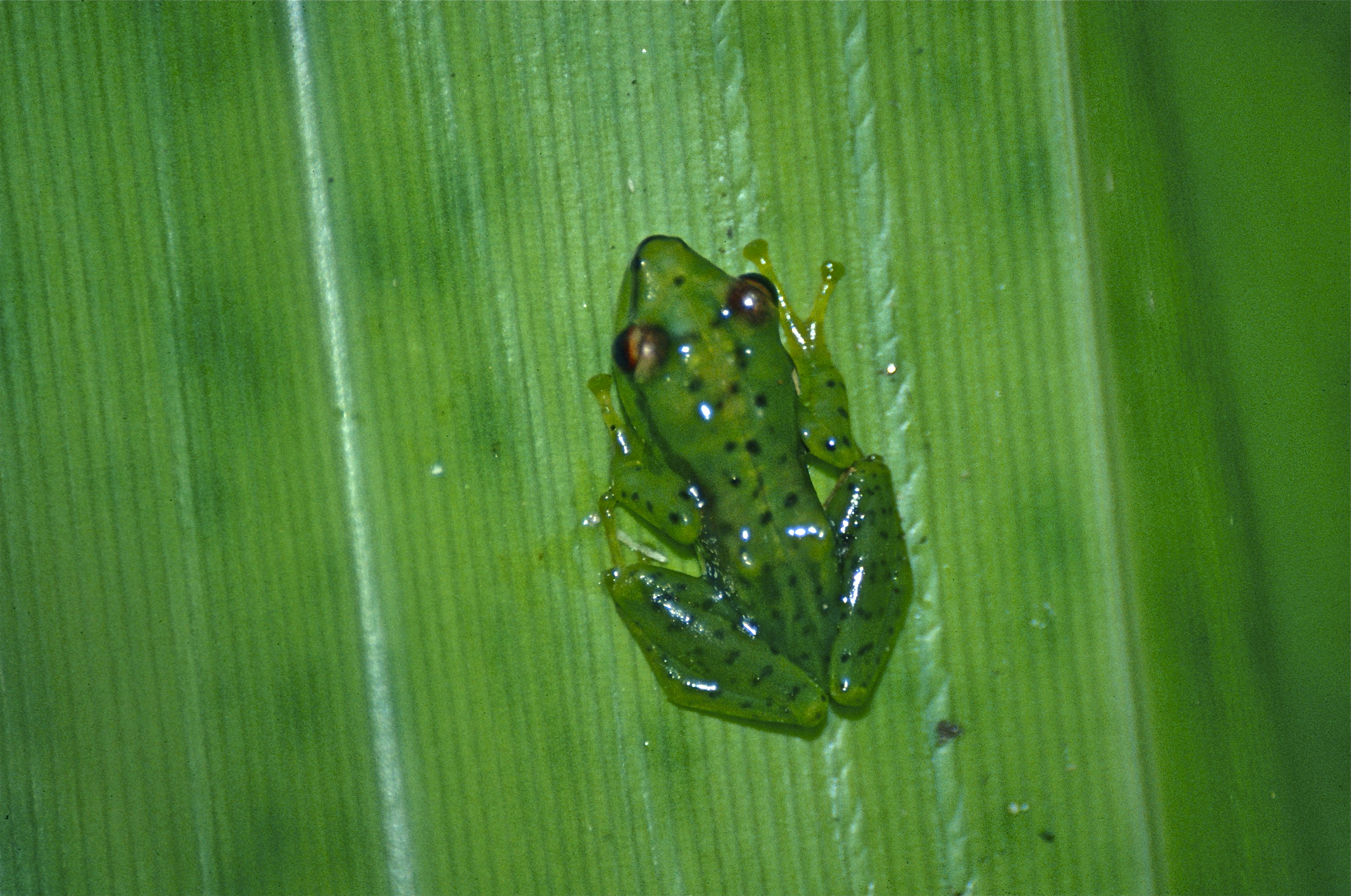